# Académie Charles-Cros
L'académie Charles-Cros est une association française créée en 1947 par un groupe de critiques et de spécialistes du disque, parmi lesquels Armand Panigel, José Bruyr, Antoine Goléa, Franck Ténot, Pierre Brive réunis autour de Roger Vincent, son fondateur, et placée sous la présidence du musicologue Marc Pincherle.
Ont succédé à Marc Pincherle à la présidence de l’Académie Daniel-Lesur, Michel Philippot et Hugues Dufourt. L'actuel président est Alain Fantapié, élu en 1999, reconduit tous les cinq ans depuis.

## Composition
Celle-ci est composée d'une cinquantaine de membres cooptés, spécialisés dans les domaines de la critique musicale, de l'enregistrement sonore et de la vie culturelle. Elle a été créée en l'honneur de Charles Cros (1842-1888), poète (ami d'Arthur Rimbaud et de Paul Verlaine), et aussi inventeur autodidacte, notamment un des pionniers de l'enregistrement sonore.
Roger Vincent a été nommé président d'honneur fondateur de cette instance.

## Membres
Parmi ses membres, il y eut notamment Marcel Beaufils, Robert Beauvais, Serge Berthoumieux, Emmanuel Bondeville, André Boucourechliev, Pierre Brive, José Bruyr, Daniel Caux, Hugues Dufourt, Henri Dutilleux, Jean Germain[Lequel ?], Paul Gilson, Antoine Goléa, Daniel-Lesur, Armand Panigel, Lucien Malson, André Schaeffner, Jean Vincent-Bréchignac, Philippe Koechlin et même Pierre Mac Orlan.
Actuellement, il y a 8 thématiques, autour de la musique et de la parole, dans lesquelles sont répartis une centaine de spécialistes sociétaires et élus ainsi que des experts associés, français et étrangers.

## Objectifs
Les buts de l'Académie sont de constituer un collectif de compétences, chargé d'être un intermédiaire entre les pouvoirs publics qui définissent la politique culturelle et l'ensemble des professionnels de la musique et du disque.
Depuis 1948, elle décerne chaque année des Grands prix du disque qui récompensent des œuvres musicales enregistrées originales de qualité dans le domaine de la chanson, de la musique populaire ou savante. 
Plusieurs Grands prix du disque de l'Académie Charles-Cros récompensent des œuvres dans des catégories comme : « chanson », « musique classique », « jazz », etc. Un prix récompense également les livres remarquables de musicologie.
Suivant l'évolution des techniques, les prix, décernés aux origines à des 78 tours, sont attribués de nos jours à des CD ou des DVD.
Les Grands prix du disque de l'Académie Charles-Cros récompensent aussi parfois des interprètes de chansons composées par d'autres. C'est le cas en 1961 lorsque Catherine Sauvage obtient le Grand Prix de l'Académie Charles-Cros pour ses interprétations de chansons composées par Ferré.

## Traditions
Parmi les traditions de la scène musicale française, le ministre de la culture prenait la parole lors de la soirée de remise des prix décernés par l'Académie Charles-Cros.